# Henry Hastings, V conde de Huntingdon
Henry Hastings, V conde de Huntingdon (24 de abril de 1586-14 de noviembre de 1643), fue un noble inglés y mecenas de la literatura durante la primera mitad del siglo XVII.

## Biografía
Nació en Ashby-de-la-Zouch, Leicestershire. Sus padres fueron Francis y Sarah, barones de Hastings. A través de su padre, era tataratataranieto de Margarita Pole, condesa de Salisbury, y última superviviente de la Casa de Plantagenet.
Henry Hastings fue educado en Gray's Inn. La muerte de su padre en 1595 lo convirtió en el heredero de su abuelo, George Hastings, IV conde de Huntingdon. A la muerte de este el 31 de diciembre de 1604, Henry heredó el condado. A los veintiún años, en 1607, Hastings comandó la defensa en la Revuelta de las Tierras Medias. A lo largo de los años, desempeñó diversos altos cargos en los condados de Lancashire y Rutland, incluido el de Lord Teniente de Leicester y Rutland entre 1614 y 1642. Fue miembro de la Compañía de Virginia.
Los condes de Huntingdon estaban vinculados tradicionalmente con el progreso y la administración de la ciudad de Leicester. A pesar de ello, en 1606, la ciudad no le envió al conde un regalo de año nuevo como era costumbre. A fin de paliar el enojo del conde, la ciudad regaló a la condesa un caballo en 1607. El conde pidió a su esposa que lo rechazara, preservando las malas relaciones el resto del año.

## Matrimonio
El 15 de enero de 1601, se casó con Lady Elizabeth Stanley (1588-1633), hija menor de Ferdinando Stanley, V conde de Derby y Lady Alice Spencer. Su mujer era tataranieta de María Tudor, duquesa de Suffolk. De haberse cumplido las disposiciones de Enrique VIII, Elizabeth Stanley hubiera sido la tercera en la sucesión en el momento de su matrimonio. Sin embargo, las hermanas Stanley fueron obviadas a favor de Jacobo VI de Escocia.
El matrimonio se asentó en el castillo de Ashby-de-la-Zouch, Leicestershire, y tuvo cuatro hijos:
- Lady Alice Hastings (1606-1667), esposa de Sir Gervase Clifton, un baronet. No tuvieron descendencia.[4]
- Ferdinando Hastings, VI conde de Huntingdon (18 de enero de 1608-13 de febrero de 1655), esposa de Lucy Davies. Tuvieron descendencia.[4]
- Lord Henry Hastings, I barón Loughborough, de Loughborough (28 de septiembre de 1610-10 de enero de 1667). Tuvo descendencia.[4]
- Lady Elizabeth Hastings (c. 1605), esposa de Sir Hugh Calverley. No tuvieron descendencia.[4]

A su muerte en 1643, Henry Hastings fue sucedido por su hijo mayor, Ferdinando Hastings, como conde de Huntingdon.

## Mecenazgo
Además de un reconocido puritano y crítico de la política de los Estuardo, Hastings fue un importante mecenas del teatro. Entre los protegidos de Hastings se encontraban Francis Beaumont, primo lejano de Hastings; John Fletcher y John Marston, entre otros.